# 平岡村 (千葉県)
平岡村（ひらおかむら）は、千葉県君津郡にかつて存在した村である。旧望陀郡。
現在の袖ケ浦市の東部に位置している。袖ケ浦市立平岡小学校などにその名をとどめる。

## 沿革
- 1889年（明治22年）4月1日 - 町村制施行により、永地村、下泉村、上泉村、川原井村、林村、永吉村、野里村、三箇村、高谷村が合併し、望陀郡平岡村が発足。
- 1897年（明治30年）4月1日 - 望陀郡が統合されて君津郡となる。
- 1955年（昭和30年） 2月11日 - 中川村と合併して平川町となり消滅。

## 交通

### 道路
- 久留里街道（本村廃止後、1982年4月1日から久留里馬来田バイパスの開通まで国道410号に指定されていた）